# قیم‌مآبی

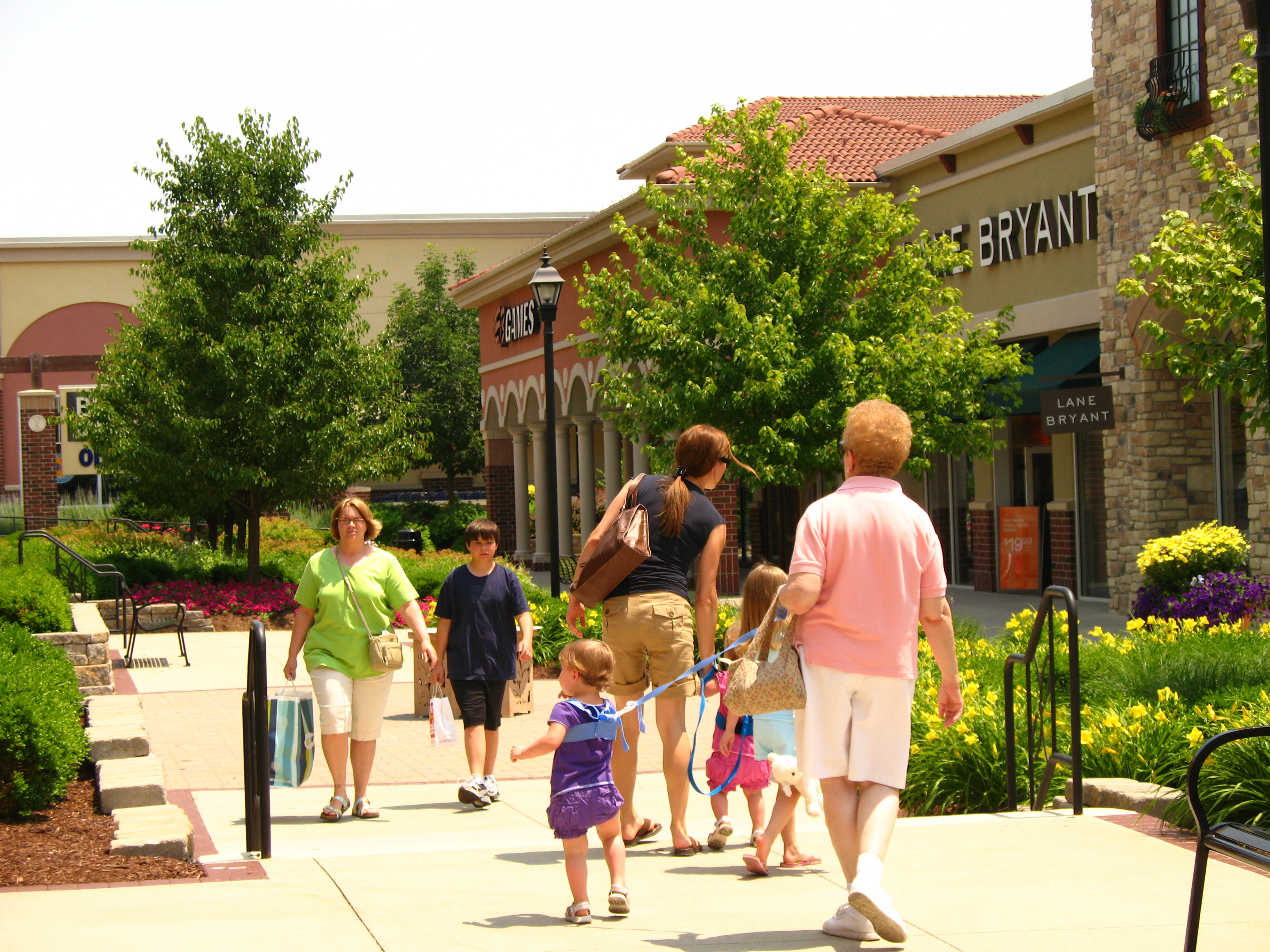
فردی که در مرکز خرید جفرسون پوینت در فورت وین، ایندیانا، ایالات متحده، کودکی را با قلاده بسته‌ است

الگوگرایی یا پترنالیسم (به انگلیسی: paternalism) رفتاریست توسط یک فرد، سازمان یا دولت به منظور محدود کردن آزادی یا استقلالِ فرد یا گروه، که بنابر مصلحت خود آنان صورت می‌گیرد. الگوگرایی همچنین می‌تواند رفتاری علیه اراده فرد یا رفتاری که نشان دهنده گرایش به استعلا و برتری است تلقی شود.

## نمونه‌ها
به عنوان نمونه‌های الگوگرایی می‌توان به قوانین الزام‌آور پوشیدن کلاه کاسکت برای موتورسواران و یا پدر و مادری که فرزندانشان را از انجام فعالیت‌های خطرناک منع می‌کنند اشاره کرد. همچنین گاهی نمونه هایی از الگوگرایی وجود دارند که مجموعه ای از قوانین را شامل می شوند. برای نمونه می توان قوانین مبارزه با تبعیض را نام برد.